# Jana Preissová
Jana Preissová, rozená Drchalová (* 7. února 1948 Plzeň), je česká herečka.

## Životopis
Narodila se v roce 1948 v Plzni. Maturovala na rokycanském gymnáziu. V roce 1970 vystudovala herectví na pražské DAMU. Již od dětství velmi ráda chodila do Národního divadla na Danu Medřickou, Vlastu Fabiánovou i Karla Högra. Poté působila 20 let v Divadle Na zábradlí v Praze (1970–1990), kde ztvárnila např. Mášu ve Třech sestrách nebo Elvíru v Donu Juanovi. V roce 1990 se stala členkou činohry Národního divadla v Praze. Objevila se ve hrách Komedie omylů jako Emilie, Marie Stuartovna jako Marie Stuartovna, Eldorado jako Greta či Cymbelín jako královna. Vyučovala několik let na Pražské konzervatoři, kde mezi její žáky patřili například Kateřina Winterová či Zuzana Vejvodová.
Věnuje se rovněž dabingu (v letech 1995 a 1998 jí byly uděleny Ceny Františka Filipovského), vystupuje v televizních inscenacích a filmech.
Je manželkou herce Viktora Preisse a mají syny Jana (počítačový grafik) a Martina Preisse, který se také věnuje herectví.

## Divadelní role (výběr)
- 1988 August Strindberg: Slečna Julie, titul. role (j. h.), Nová scéna, režie Karel Kříž
- 1992 G. B. Shaw: Pygmalion, Paní Pearceová, Národní divadlo, režie Rudolf Hrušínský
- 2000 William Shakespeare: Komedie omylů, Emilie, Stavovské divadlo, režie E. Eszenyi
- 2007 Božena Němcová: Babička, Kněžna Zaháňská, Národní divadlo, režie J. A. Pitínský
- 2010 Lars von Trier: Dogville, Glorie, Stavovské divadlo, režie Miroslav Krobot

## Filmografie

### Film
- 1967 Rozmarné léto – role: tanečnice Anny
- 1967 Klec pro dva – role: kadeřnice
- 1968 Zločin v šantánu
- 1987 Miliónová láska
- 1991 Tajemství
- 1996 Drákulův švagr
- 2004 Milenci & Vrazi
- 2019 Ženská na vrcholu

### Televize
- 1968 Záhořanský hon (TV inscenace novely Aloise Jiráska) – role: Terezka
- 1969 Princezna Lada (TV pohádka) – hlavní role: princezna Lada
- 1970 Manon Lescaut (TV inscenace básnického dramatu) – hlavní role: Manon Lescaut
- 1971 O Pomněnce (TV pohádka) – role: Pomněnka
- 1971 Růže a prsten (TV pohádka) – role: služebná Bětuška
- 1971 Mrtvý princ (TV pohádka) – role: Mirka / princezna Miroslava
- 1971 Úsměvy světa (TV cyklus) – role: slečna (3. díl: Mark Twain – 3. povídka: Odkudpak se známe?)
- 1971 Cyrano z Bergeracu (TV inscenace divadelní hry) – role: Roxana
- 1974 Chytrost má děravé šaty (TV pohádka) – role: Afra, dcera kováře
- 1975 Údržbáři (TV komedie) – role: Zdena Štiková
- 1976 Holka modrooká (TV komedie) – role: Kateřina, žena Ondry
- 1976 Skleník (TV zpracování povídky Karla Václava Reise) – role: Terezka Pojezdná
- 1977 Jak vytrhnout velrybě stoličku (TV filmová komedie) – role: baletka Anna Bendová
- 1978 Jak dostat tatínka do polepšovny (TV filmová komedie) – role: baletka Anna Bendová
- 1978 Přání (TV cyklus Bakaláři) – role: maminka
- 1979 Tatínek (TV cyklus Bakaláři) – role: maminka
- 1984 My všichni školou povinní (TV seriál)
- 1987 Milionová láska (TV muzikál) – role: Porcie Langhamová
- 2005 Dobrá čtvrť (TV seriál)
- 2006 Krásný čas (TV film)
- 2014 Nevinné lži (TV cyklus) – role: babička Líba, matka Petry (2. řada, 4. díl)

## Rozhlas
- 1976 Stendhal: Kartouza parmská, překlad Miloslav Jirda, četli: Fabrizzio del Dongo (Alfred Strejček), Gina San Severinová (Věra Galatíková), hrabě Mosca (Martin Růžek), Klélie (Jana Preissová), Conti (Josef Patočka), Kníže (Čestmír Řanda), generální prokurátor Rassi (Antonín Hardt), Cecchina (Daniela Hlaváčová), markýza Raversiová (Karolína Slunéčková), Marietta (Jana Drbohlavová), Giletti (Alois Švehlík), herec (Artur Šviha), hlas (Milan Mach) a Fontana, generál (Vladimír Pospíšil); režie: Miroslava Valová.[3]
- 1999 Eugene O'Neill: Tak trochu básník, překlad: Břetislav Hodek, rozhlasová úprava: Marie Říhová, dramaturgie: Jiří Hubička, režie: Lída Engelová. Osoby a obsazení: Cornelius Melody (Alois Švehlík), Nora (Dana Syslová), Sára (Lenka Krobotová), Mickey Maloy (Pavel Kříž), Jamie Gregan (Svatopluk Skopal), Deborah Harfordová (Jana Preissová), O'Dowd (Zdeněk Maryška), Dan Rocha (Jan Szymik) a Nicholas Gadsby (Jaromír Meduna), natočeno v Českém rozhlasu v roce 1999.[4]